# Solms
Solms este un oraș din Lahn-Dill-Kreis, landul Hessa, Germania, aflat la vest de Wetzlar.
1. ↑  Alle politisch selbständigen Gemeinden mit ausgewählten Merkmalen am 31.12.2018 (4. Quartal) (în germană), Statistisches Bundesamt[*], arhivat din original la 10 martie 2019, accesat în 10 martie 2019
2. ↑  GeoNames